# Paint.NET
Paint.NET è un programma di modifica grafica raster che fa uso delle librerie dell'ambiente software .NET Framework di Microsoft. La scrittura del programma cominciò come un progetto per Microsoft Windows, all'Università del Washington (WSU).

## Storia
Paint.NET nacque come un progetto di "Scienze dell'Informazione" nella primavera del 2004 all'Università del Washington. Rick Brewster, uno del progettisti principali, affermò nel 2007 sul suo blog che la versione 1.0 fu scritta in 4 mesi in 36,000 linee di codice. Nel maggio 2006 il programma è stato scaricato almeno due milioni di volte, con una media di circa 160,000 al mese.
A partire dalla versione 4.0.18 paint.net è pubblicato in due edizioni: un'edizione classica freeware, simile alle precedenti, e un'edizione disponibile per l'acquisto pubblicata sul Microsoft Store con una licenza trialware, secondo lo sviluppatore quest'ultima edizione è stata resa disponibile per consentire agli utenti di contribuire allo sviluppo con maggior comodità, anche se la vecchia via delle donazioni rimane attiva.

## Caratteristiche
Paint.NET è scritto con il linguaggio di programmazione C# (C Sharp), con piccole parti scritte in C++. È pubblicato sotto licenza MIT modificata, con codice sorgente aperto (escluso l'installer, testo, e grafica). È stato originariamente pubblicato completamente open source, ma a causa di violazioni della licenza tutti i file sorgenti (ad esempio il testo di interfaccia e le icone) sono stati distribuiti sotto licenza Creative Commons con modifiche vietate, e il programma di installazione è stato distribuito come closed-source.

## Supporto per sistemi operativi non-Windows
Paint.NET è creato per Windows e non ha supporto nativo per altri sistemi operativi. Con la sua precedente natura open source, tuttavia, sono possibili versioni alternative. Nel maggio 2007, Miguel de Icaza aveva ufficialmente avviato un progetto di porting chiamato paint-mono. Questo progetto aveva parzialmente portato Paint.NET 3.0 per Mono, una implementazione open-source di Common Language Infrastructure su cui Microsoft .NET Framework si basa. Questo consente a Paint.NET di essere eseguito su piattaforme supportate da Mono, come Linux. A partire da dicembre 2010, questo porting non è più mantenuto e non è stato aggiornato da marzo 2009. Esiste inoltre un altro progetto denominato Pinta che è descritto come un clone di Paint.NET per Mono e GTK+.

## Paint.NET versione portatile
Una versione portatile non ufficiale è disponibile per il download su PortableApps.com previa installazione del framework .NET, tale versione permette l'utilizzo su qualsiasi computer e da chiavetta USB senza effettuare alcuna installazione.